# Truncatoflabellum spheniscus
Truncatoflabellum spheniscus är en korallart som först beskrevs av James Dwight Dana 1846.  Truncatoflabellum spheniscus ingår i släktet Truncatoflabellum och familjen Flabellidae. Inga underarter finns listade i Catalogue of Life.